# 普魯士的腓特烈王子 (1794年—1863年)
普魯士的腓特烈（德語：Friedrich von Preußen，1794年10月30日—1863年7月27日），普魯士路德維希·卡爾王子的長子，母親是梅克倫堡-施特雷利茨大公卡爾二世的女兒弗蕾德里克。

## 家庭
1817年，腓特烈與安哈特-貝恩堡公爵阿歷克塞·腓特烈·克里斯蒂安的女兒路易絲結婚，兩人共有兩個兒子：
1. 亞歷山大（英语：Prince Alexander of Prussia）（1820年—1896年）
2. 格奧爾格（英语：Prince George of Prussia）（1826年—1902年）